# Callanishi állókövek

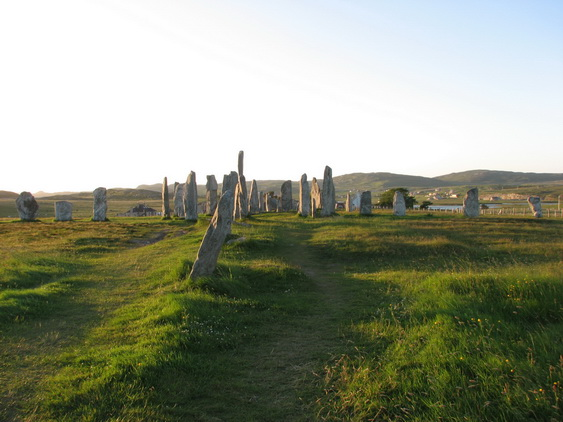

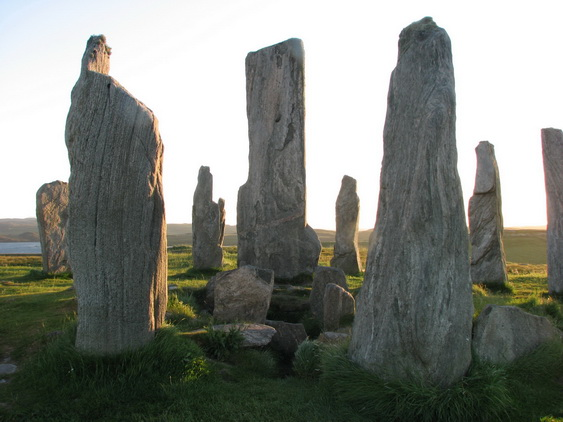

A callanishi állókövek Skócia északnyugati részén, a Külső-Hebridák szigetcsoporthoz tartozó Isle of Lewison találhatók.

## Története
A köveket Kr. e. 3000 körül emelték, előtte gabonát termesztettek ezen a területen. A kövek egy kört alkotnak, a körön belül pedig a fő monolit, valamint egy kis kripta romjai láthatók. Feltehetően először a 13 tömbből álló kör épült meg, majd kb. 100-200 évvel később a kőkripta és az ehhez kapcsolódó újabb kősorok. Az egy-egy darabból álló, összesen 50 kőtömböt agyaggal erősítették meg. A legnagyobb a fő monolit, amely 4,75 méter magas és 5,5 tonnás. A kőhalomszerű kriptába tették az elhamvasztott holttesteket néhány törött cserépedénnyel együtt. Egyes feltételezések szerint a tetejét nem kővel, hanem náddal fedték be. Valamikor Kr. e. 1500–1000 között a helyi földművesek kifosztották a kriptát, majd körbeszántották. Később részben kitakarították, majd egy kis házat építettek eléje. Kr. e. 800 körül tőzeg kezdte benőni a területet. A tőzeg 1857-re, amikor végleg eltávolították, elérte az 1,5 méteres vastagságot.
1912-ben Boyle Somerville, ír admirális azt állította, hogy a köveket asztrológiai célokra építették. Vannak bizonyítékok, miszerint az építők csillagászati jelenségek alapján tájolták be a kőkört és a kőszobát. A kriptától nyugatra eső oszlopsor a naplemente pontos irányát mutatja napéjegyenlőség idején. Valószínű az is, hogy ezek a kőtömbök egyfajta gócpontként szolgálták a helyi közösséget, valamint vallási szerepük is lehetett.
Teljesen egyértelmű magyarázat még nem született azzal kapcsolatban, hogy mi célt szolgáltak az állókövek. A kutatások tovább folynak, az állókövek turisztikai látványosságnak számítanak.